# 1899 у літературі

## Події
- Опублікована книга Зіґмунда Фройда «Тлумачення сновидінь».

## Книги
- «Серце темряви» — роман Джозефа Конрада.
- «Воскресіння» — роман Льва Толстого.
- «Сад тортур» — роман Октава Мірбо.

## Поезія
- «Думи і мрії» — збірка віршів Лесі Українки.
- «Вітер в очеретах» (англ. «The Wind among the Reeds») — поема Вільяма Батлера Єйтса.

## Народилися
- Анна Ахматова — російська поетеса українського походження
- Стефанович Олекса Коронатович — український поет, літературний критик
- Могилянська Ладя — українська поетеса
- Набоков Володимир Володимирович — російський і американський письменник
- Олеша Юрій Карлович — російський радянський прозаїк і драматург
- Ернест Хемінгуей — американський письменник та журналіст
- Андрій Платонов — російський радянський прозаїк та драматург

## Померли
- 6 листопада — Вінцас Кудирка, автор музики та тексту литовського національного гімну Tautiška Giesmė.